# Vitry Centre (stanice metra v Paříži)
Vitry Centre je plánovaná stanice pařížského metra na budoucí lince 15. Místo budoucí stanice se nachází jižně od Paříže ve městě Vitry-sur-Seine na křižovatce ulic Rue Édouard Tremblay a Avenue Maximilien Robespierre, kde bude možný přestup na budovanou tramvajovou linku T9. Stanice bude umístěná v hloubce 27 m.

## Výstavba
Pro realizaci stanice byla vybrána společnost SYSTRA a architektonická kancelář King Kong. Vyhláška o zprovoznění tohoto úseku linky 15 byla zveřejněna 24. prosince 2014. Přípravné začaly v dubnu 2015 a budou pokračovat do konce roku 2016 a stavební práce začnou v roce 2017.
Otevření stanice je plánováno na rok 2022, stejně jako zprovoznění tramvajové linky.

## Název
Název stanice je odvozen od města Vitry-sur-Seine.